# آلات تقليم الأشجار

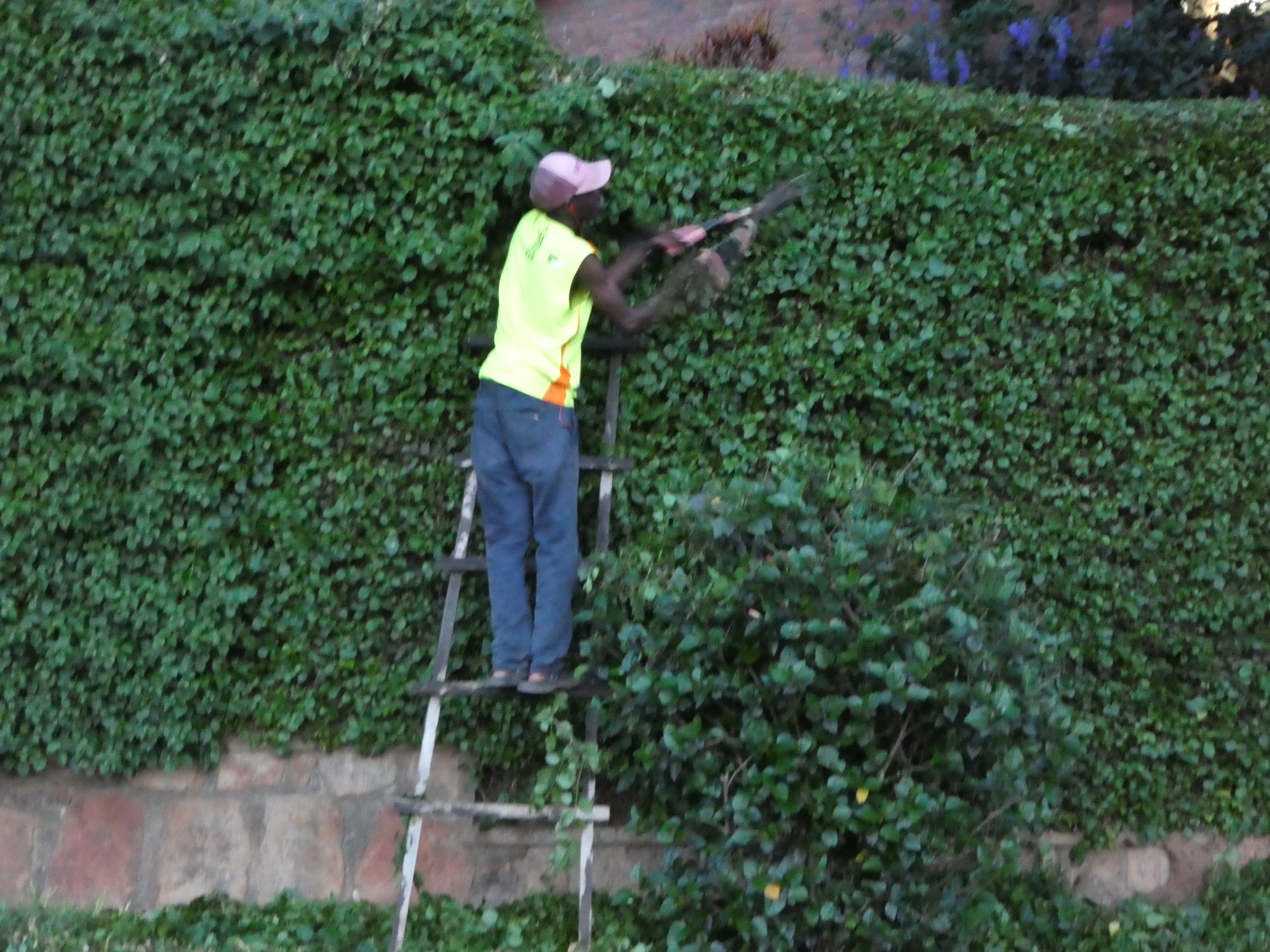
صورة لشخص يقلم الأشجار، بستعمل آلة لتقليم الأشجار.

آلات تقليم الأشجار هي آلات زراعية تستخدم لتقليم الأشجار، توجد تصميمات مختلفة لآلات تقليم الأشجار، حيث يوجد آلات كهربائية، وآلات تعمل بالوقود، وآلات أخرى يدوية كمقصات تقليم الأشجار.

## أنواع آلات تقليم الأشجار
يوجد عدة أنواع من آلات تقليم الأشجار:
- آلات تقليم الأشجار التي تعمل بالوقود.
- آلات تقليم الأشجار التي تعمل الكهرباء.
- آلات تقليم الأشجار التي تعمل بحركة الإنسان.

## معرض صور

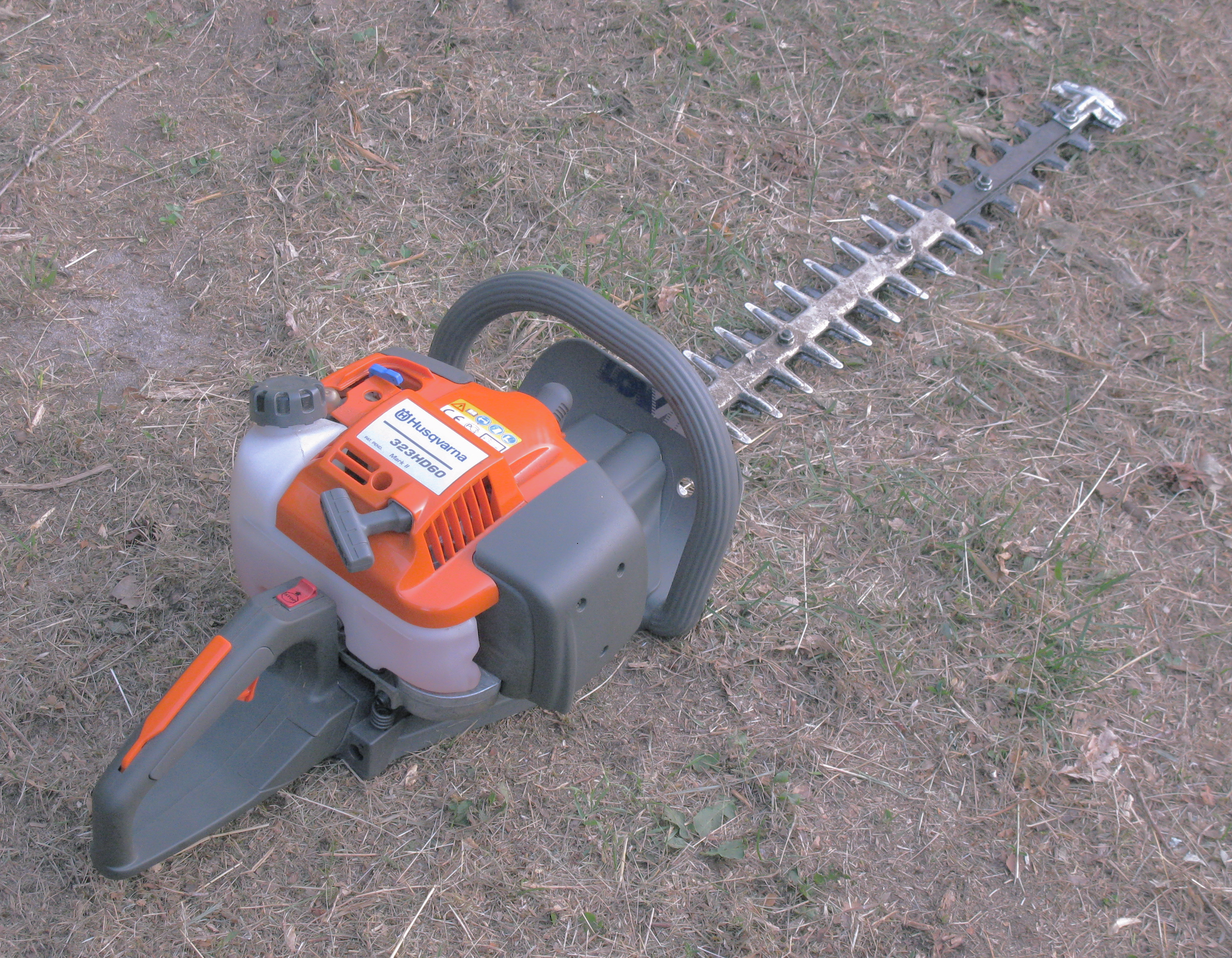
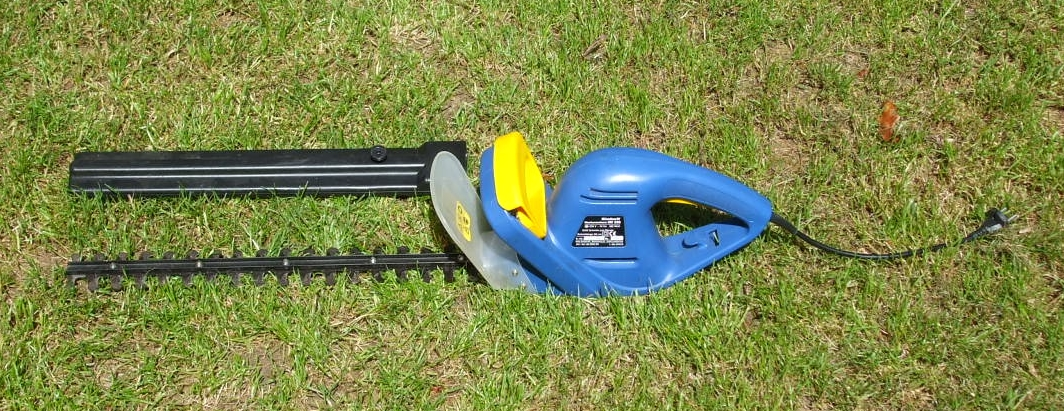
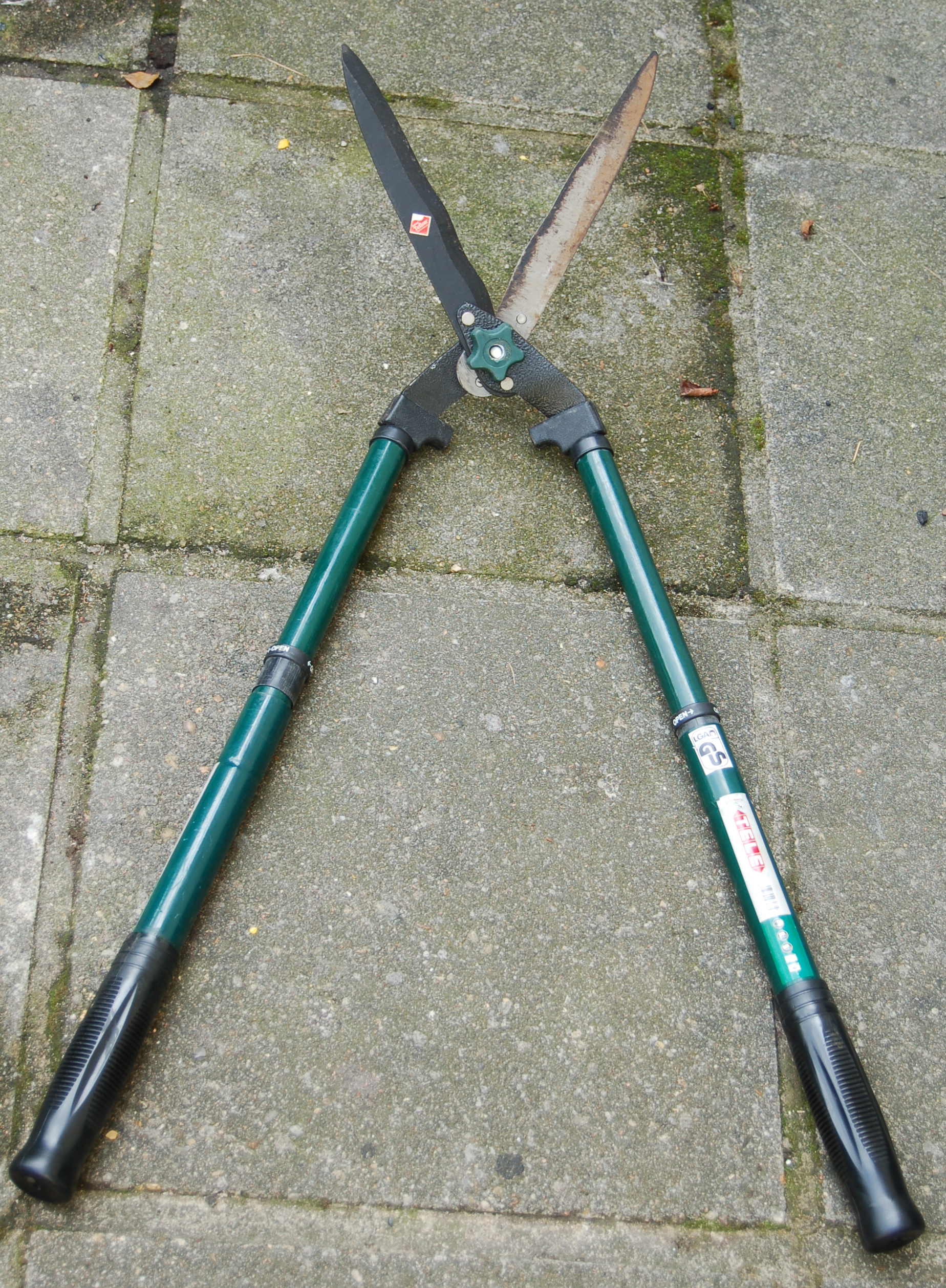